# Hindola taiwana
Hindola taiwana is een halfvleugelig insect uit de familie Machaerotidae. De wetenschappelijke naam van deze soort is voor het eerst geldig gepubliceerd in 1933 door Kato.